# رصاص في برودواي (فلم)
رصاص في برودواي (بالإنجليزية: Bullets Over Broadway) هو فيلم كوميدي تم إنتاجه في الولايات المتحدة وصدر في سنة 1994. الفيلم من إخراج وودي آلن وكتابة وودي آلن.

## بطولة
- جون كيوزاك
- جنيفر تيلي
- شاز بالمينتري
- ماري-لويز باركر
- روب راينر

## الميزانية والإيرادات
بلغت تكلفة إنتاج الفيلم حوالي 20 مليون دولار بينما حقق أرباحا تقدر بـ 13,383,747 دولار.

### ترشيحات وجوائز
| السنة | الحدث          | الفئة                   | النتيجة  |
| ----- | -------------- | ----------------------- | -------- |
|       | جائزة الأوسكار | أفضل ممثلة في دور مساعد | فـــــوز |

## وصلات خارجية
- مقالات تستعمل روابط فنية بلا صلة مع ويكي بيانات